# Controguerra Pinot Nero riserva
Le Controguerra Pinot Nero riserva est un vin italien de la région Abruzzes doté d'une appellation DOC depuis le 20 août 1996. Seuls ont droit à la DOC les vins rouges récoltés à l'intérieur de l'aire de production définie par le décret. 

## Aire de production
Les vignobles autorisés se situent en province de Teramo dans les communes de Controguerra, Torano Nuovo, Ancarano, Corropoli et Colonnella.
Le vin rouge du type Pinot Nero riserva répond à un cahier des charges plus  exigeant que le Controguerra Pinot Nero, essentiellement en relation avec le vieillissement et le titre alcoolique.

## Caractéristiques organoleptiques
- couleur : rouge rubis pas très intense
- odeur : délicat,
- saveur : sèche, puissant, légèrement amer (amarognolo)

Le Controguerra Pinot Nero riserva se déguste à une température de 15 – 17 °C et il se gardera 2 – 4 ans.

## Production
Province, saison, volume en hectolitres :
- pas de données disponible